# Acritus halmaturinus
Acritus halmaturinus är en skalbaggsart som beskrevs av Lea 1925. Acritus halmaturinus ingår i släktet Acritus och familjen stumpbaggar. Inga underarter finns listade i Catalogue of Life.